# Draco (Bootshersteller)
Draco war ein norwegischer Hersteller von Motorbooten. Die Produktion wurde 1993 eingestellt, seit 2014 wird die Marke Draco aber wieder im neuen Design angeboten.

## Geschichte
Das Unternehmen wurde 1963 von Kåre Drangsholt in Flekkefjord gegründet. Zusammen mit seiner Ehefrau Vibeke machte er Draco in den 1970ern zu einer der erfolgreichsten Motorbootmarken in Europa. Mit dem Ingenieur Jan Herman Linge entwickelten sie die Modelle Sportling, Stirling und Styling. Der Sportling markierte den Anfang des spezifischen Draco-Designs, das die Marke bis in die 1980er prägte. Kåre Drangsholt ertrank 1983 im Alter von 42 Jahren.
1992 musste das Unternehmen Insolvenz anmelden und wurde noch im gleichen Jahr vom schwedischen Motorboothersteller Windy aufgekauft. Von Windy wurden danach nur noch wenige Draco-Boote verkauft.

### Modellpalette
Die Draco-Boote wurde nach ihrer Länge in Fuß und ihrer Bauart bezeichnet. Beispiele: Das Modell 1700 Daycab war 17 ft (5,2 m) lang und hatte eine kleine Kabine, das Modell 2500 Flyfish war 25 ft (7,6 m) lang und hatte eine Flybridge. Der Produktionszeitraum ist, soweit bekannt, in Klammern angegeben.

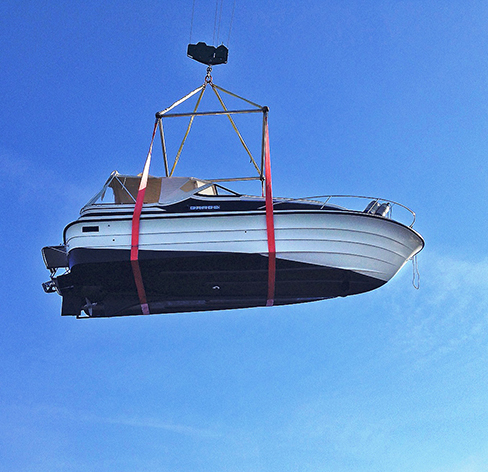
Draco 2700 Tricab

- 1700er Modelle: Daycab (1970–1972), Topless (1971–1987), Suntop
- 1800er Modelle: Daycab (1980–1990), Sunbee (1978–1985), Suntop (1980–1988)
- 1900er Modelle: Suntop (1988–1993)
- 2000er Modelle: Daycab (1975–1990), Dracula (1976–1980), Sportcab (1980–1984), Sportling (1970–1977)
- 2100er Modelle: Daycab (1985–1987), Sportcab (1971–1984)
- 2200er Modelle: Topaz (1990–1993)
- 2300er Modelle: Suncab (1975–1990)
- 2400er Modelle: Styling (1985–1989), Summerwind
- 2500er Modelle: Crystal (1990–1993), Flyfish (1973–1979), Twincab (1975–1986)
- 2700er Modelle: Sterling (1987–1994), Tricab (1983–1987)
- 2900er Modelle: Star (1986–1989)
- 3000er Modelle: Saloon (1974–1978), Sunbridge (1978–1984)
- 3400er Modelle: Opal (1990–1993), Zircon (1990–1993)

## Gegenwart
2014 hat Windy die Marke Draco wieder zum Leben erweckt. Mit den Modellen Draco 22RS und Draco 27RS werden moderne Bowrider angeboten. Beide werden jeweils von einem Außenbordmotor angetrieben und können Geschwindigkeiten von mehr als 40 Knoten erreichen. Das Modell Draco 27RS wurde in seiner Kategorie zum European Powerboat of the Year 2015 gewählt und auf der Messe boot ausgezeichnet.